# نجم بسجس 2016
نجم بسجس 2016 (بالفرنسية: Étoile de Bessèges 2016 )‏ هو سباق دراجات هوائية، وهو الموسم رقم 46 من نفس السباق، وأقيم خلال الفترة 3 فبراير 2016، وحتى 7 فبراير 2016، وامتدّ لمسافة 618.5 كيلومتر، وهو أحد سباقات طواف أوروبا للدراجات 2016، وهو من نوع سباق المرحلة، وقد شارك في السباق 150 متسابقاً ووصل إلى نهايته 121 متسابقاً.
فاز فيه بالمركز الأول جيروم كوبل، وبالمركز الثاني توني قالوبا، وبالمركز الثالث تيبو بينو، والفريق الفائز في ترتيب الفرق إف دي جي 2016.

## الفرق
| فرق عالمية (4)- AG2R La Mondiale - FDJ - IAM Cycling - Lotto-Soudal فرق قارية محترفة (8)- كاجا رورال-سيغوروس 2016 ‏ - Cofidis, Solutions Crédits - ديلكو ‏ - Direct Énergie - Fortuneo-Vital Concept - Akros–Excelsior–Thömus ‏ - سبورت فلاندرين بالويس 2016 ‏ - Wanty-Groupe Gobert فرق قارية (7)- An Post–Chain Reaction ‏ - أرمي دي تير 2016 ‏ - إتش بي بي تي بي – أوبير 93 ‏ - Van Rysel–Roubaix ‏ - Veranclassic–Ago ‏ - فيرانداس ويلمز 2016 ‏ - بنجوال باوليز ساوكس دبليو بي ‏ |  |
| |  |

## المراحل
| قائمة المراحل | قائمة المراحل | قائمة المراحل                    | قائمة المراحل  | قائمة المراحل | قائمة المراحل   | قائمة المراحل   |
| المرحلة       | التاريخ       | الدورة                           |                | المسافة (كم)  | الفائز بالمرحلة | القائد العام    |
| ------------- | ------------- | -------------------------------- | -------------- | ------------- | --------------- | --------------- |
| 1             | 3 فبراير      | Bellegarde, Gard ‏ – بوكير، غارد  | مرحلة مستوية   | 152.8         | بريان كوكار     | بريان كوكار     |
| 2             | 4 فبراير      | نيم – Méjannes-le-Clap ‏          | مرحلة مستوية   | 152.8         | بريان كوكار     | بريان كوكار     |
| 3             | 5 فبراير      | بسجس – بسجس                      | مرحلة جبلية    | 152.6         | سيلفان تشافانيل | سيلفان تشافانيل |
| 4             | 6 فبراير      | Tavel, Gard ‏ – Laudun-l'Ardoise ‏ | مرحلة جبلية    | 148.4         | انجيل مادرازو   | سيلفان تشافانيل |
| 5             | 7 فبراير      | أليس (فرنسا) – أليس (فرنسا)      | فردي ضد الساعة | 11.9          | جيروم كوبل      | جيروم كوبل      |

## التصنيف العام النهائي
| التصنيف العام | التصنيف العام | التصنيف العام | التصنيف العام | التصنيف العام |        |
| الدراج        | الدراج        | البلد         | الفريق        | الوقت         | السرعة |
| ------------- | ------------- | ------------- | ------------- | ------------- | ------ |
| 1.            | جيروم كوبل    | فرنسا         | IAM           |               |        |
| 2.            | توني قالوبا   | فرنسا         | لوتو سودال    |               |        |
| 3.            | تيبو بينو     | فرنسا         | إف دي جي      |               |        |

## وصلات خارجية
- الموقع الرسمي
- نجم بسجس 2016 على موقع إحصائيات الدراجات الإحترافية (الإنجليزية)